# グスタヴォ・ネリー・ヂ・サ・ダ・シウヴァ
グスタヴォ・ネリー・ヂ・サ・ダ・シウヴァ（Gustavo Nery de Sá da Silva、1977年7月22日 - ）は、ブラジル・サンパウロ出身の同国代表のサッカー選手。ポジションはディフェンダー（左サイドバック）。

## 経歴

### ブラジル
1994年から1999年の間にサントスFC、1997年はコリチーバFC、2000年にグアラニFC、2000年から2004年の間にサンパウロFCでプレーした。コパ・リベルタドーレスと2004年のカンピオナート・ブラジレイロにおいて安定したパフォーマンスを披露したことにより、ブラジル代表の選手としてコパ・アメリカ2004のメンバーに選ばれ優勝し、2006 FIFAワールドカップ・南米予選を戦った。

### ドイツ
2004年夏、推定移籍金60万ユーロ・2008年6月30日までの契約期間4年で前シーズンにブンデスリーガを制した王者ヴェルダー・ブレーメンへ加入した。シャルケ04へとムラデン・クルスタイッチの後釜として見られ、チームのスポーツディレクターを務めるクラウス・アロフスはネリーの能力を絶賛し、ブレーメンのサッカーにすぐに慣れると語っていた。しかし、初出場した8月のVfLヴォルフスブルク戦で左手を骨折したことにより、母国で手術を受けるため帰国。トーマス・シャーフ監督は早期復帰につながると考え許可したが、復帰見込みは年明けと予想より長くなった。この大怪我から復帰後も度重なる負傷により、出場3試合にとどまったため、契約してから7ヶ月後の2005年2月26日にコリンチャンスへレンタル移籍することが決定した。契約期間は夏までで移籍金150万ユーロで完全移籍が出来るオプションがつけられ、アロフスSDには「今すぐにでも完全移籍させたい。数週間でコリンチャンスがオプションを行使してくれることを望む」とまで言われるなど、ドイツ移籍は失敗に終わった。

### ブラジル復帰
コリンチャンスでは3月9日のシアノルテFC戦に出場。3-0でデビュー戦を勝利で飾ると、以降は左SBのレギュラーとして活躍をみせ、2005年のカンピオナート・ブラジレイロ優勝に貢献した。そのことからブラジルサッカー連盟 (CBF) が選ぶプレミオ・クラッキ・ド・ブラジレイロンの最優秀左SBに選ばれた。しかし、クラブで優勝争いを最後まで繰り広げていたこともあり、この間はあまり代表でプレーすることはなかった。
翌2006年は、相次ぐ怪我に見舞われたこともあり、クラブであまり良いパフォーマンスを見せること出来なかった。結果、2006 FIFAワールドカップのメンバーに選ばれず、ロベルト・カルロスの控えという立場は、当時ヘルタ・ベルリンに所属していたジウベルトに奪われた。
2007年にスペインのレアル・サラゴサへ移籍するも、出場の度にあまり良いプレーを見せられず、最終的にセリエBへ降格したコリンチャンスに戻っていった。2008年初めにコパ・リベルタドーレスを戦うフルミネンセFCと2年契約を結んだ。しかし、同ポジションにジュニオール・セーザルの存在があったため出場機会はあまり訪れず、4月に退団した。同年7月SCインテルナシオナルに入団。ここでも全体的にあまり良いプレーを見せられなかったが、コパ・スダメリカーナの決勝戦でロスタイムに決勝ゴールを決めたニウマールにアシストした。2009年4月ECサント・アンドレに加入、カンピオナート・ブラジレイロ開幕戦のボタフォゴFR戦で初出場をし引き分けた。出場5試合目のサントスFC戦で、相手GKのファビオ・コスタと衝突したことにより重症を負うも、すぐに復帰した。2010年になると控えの日々が続いたが、同年6月までの契約を全うすることが出来た。
サント・アンドレ退団後は、公式戦の登録期間まで契約を結ぶことが出来ず、フィットネスを維持するためにアマチュア側でプレーすることを余儀なくされた。2010年に一旦引退を表明するも、2年後の2012年にサンベルナルドFCと契約を結び現役復帰をした。7月9日、カンピオナート・パウリスタのSEパルメイラス戦で初出場するも2ヶ月後の9月22日に契約を終了することに合意した。

## タイトル

### クラブ
サンパウロFC
- トルネイロ・リオ＝サンパウロ（ポルトガル語版） : 2001
- カンピオナート・パウリスタ : 2002

SCコリンチャンス・パウリスタ
- カンピオナート・ブラジレイロ・セリエA : 2005

SCインテルナシオナル
- コパ・スダメリカーナ : 2008

### 代表
ブラジル代表
- コパ・アメリカ : 2004

### 個人
- プレミオ・クラッキ・ド・ブラジレイロン左SB部門 : 2005